# Liebherr A924 C Litronic
La Liebherr A924 C Litronic est une pelle mécanique hydraulique sur pneus fabriquée par Liebherr.